# Прокоп'єво (Совєтський район)
Проко́п'єво (рос. Прокопьево, марій. Кугу почиҥга) — присілок у складі Совєтського району Марій Ел, Росія. Входить до складу Кужмаринського сільського поселення.

## Населення
Населення — 80 осіб (2010; 83 у 2002).
Національний склад (станом на 2002 рік):
- марі — 96 %